# اليمن في بطولة العالم للسباحة 2015
اليمن شاركت اليمن في بطولة العالم للسباحة 2015 في قازان، روسيا من 24 يوليو - 9 أغسطس 2015.

## السباحة
طالع أيضاً:   السباحة في بطولة العالم للألعاب المائية 2015 [الإنجليزية]
رجال
| الرياضي                      | المسابقة       | التصفيات | التصفيات | النصف النهائي | النصف النهائي | النهائي  | النهائي  |
| الرياضي                      | المسابقة       | الوقت    | الترتيب  | الوقت         | الترتيب       | الوقت    | الترتيب  |
| ---------------------------- | -------------- | -------- | -------- | ------------- | ------------- | -------- | -------- |
| ابراهيم المليكي [الإنجليزية] | 50 م سباحة حرة | 27.55    | 100      | لم يتأهل      | لم يتأهل      | لم يتأهل | لم يتأهل |
| ابراهيم المليكي [الإنجليزية] | 50 م ظهر       | 34.19    | 67       | لم يتأهل      | لم يتأهل      | لم يتأهل | لم يتأهل |
| يوسف النهمي [الإنجليزية]     | 50 متر فراشة   | 30.53    | 72       | لم يتأهل      | لم يتأهل      | لم يتأهل | لم يتأهل |

نساء
| الرياضية                  | المسابقة    | التصفيات | التصفيات | النصف النهائي | النصف النهائي | النهائي  | النهائي  |
| الرياضية                  | المسابقة    | الوقت    | الترتيب  | الوقت         | الترتيب       | الوقت    | الترتيب  |
| ------------------------- | ----------- | -------- | -------- | ------------- | ------------- | -------- | -------- |
| نورة با مطرف [الإنجليزية] | 200 م صدر   | 3:07.78  | 49       | لم يتأهل      | لم يتأهل      | لم يتأهل | لم يتأهل |
| نورة با مطرف [الإنجليزية] | 100 م فراشة | 1:14.43  | 67       | لم يتأهل      | لم يتأهل      | لم يتأهل | لم يتأهل |

## وصلات خارجية
- Yemen Swimming Federation

قالب:Nationsat2015World Aquatics Championships